# Huanben Nongchang (bondby i Kina, Jiangsu Sheng, lat 32,18, long 121,34)
Huanben Nongchang är en bondby i Kina. Den ligger i provinsen Jiangsu, i den östra delen av landet, omkring 240 kilometer öster om provinshuvudstaden Nanjing. Antalet invånare är 1 542. Befolkningen består av 761 kvinnor och 781 män. Barn under 15 år utgör 8,0 %, vuxna 15-64 år 77 %, och äldre över 65 år 14,0 %.
Runt Huanben Nongchang är det mycket tätbefolkat, med 1 135 invånare per kvadratkilometer. Närmaste större samhälle är Sanyu, 7,6 km sydväst om Huanben Nongchang. Trakten runt Huanben Nongchang består till största delen av jordbruksmark.
Genomsnittlig årsnederbörd är 1 257 millimeter. Den regnigaste månaden är juli, med i genomsnitt 219 mm nederbörd, och den torraste är januari, med 35 mm nederbörd.